# Auguste Legros
Pour les articles homonymes, voir Legros.
 (mars 2019).
Si vous disposez d'ouvrages ou d'articles de référence ou si vous connaissez des sites web de qualité traitant du thème abordé ici, merci de compléter l'article en donnant les références utiles à sa vérifiabilité et en les liant à la section « Notes et références ».
Auguste Legros, né le 30 décembre 1922 à Saint-André et mort le 30 mai 2008 à Saint-Denis, est un homme politique français.

## Biographie
Dans sa jeunesse, Auguste Legros a été scolarisé au lycée Leconte-de-Lisle de Saint-Denis, côtoyant, entre autres figures célèbres Raymond Barre et les frères Jacques et Paul Vergès.
Après le bac et des études de droit, il s’engage dans l’Armée Française (Infanterie de Marine) où sa carrière d'officier le mènera de Madagascar en Afrique en passant par la Métropole puis enfin à la Réunion.
Il prendra alors sa retraite et après un bref séjour à Paris, retourne s’installer dans son île natale.
Proche du milieu politique, il accepte en septembre 1967 de participer à la demande de Gabriel Macé, à la liste que ce dernier mènera à l’élection municipale de St Denis (chef lieu du département). Il deviendra Maire le 11 juillet 1969.
Auguste Legros est l’ami de Michel Debré et c’est tout naturellement qu’il le remplacera au poste de député dans la première circonscription de l’île en 1988 après avoir été élu au Conseil Régional de La Réunion dès 1983.
Après plusieurs désaccords, il finira par démissionner du Rassemblement pour la République en novembre 1990.
Il ira au bout de ses mandats et prendra sa retraite politique en se faisant le protecteur de l’ancien député-maire de Saint-Denis, René-Paul Victoria.
Il restera également un précieux conseiller auprès de nombreuses personnalités de la vie politique réunionnaise.
À la Mairie pendant vingt ans, il crée dans la commune en 1984 l'Association pour le Développement Économique (ADPE), une association qui organise aujourd'hui les principaux salons que La Réunion accueille. Une salle du Parc des Congrès et Expositions où ces événements se tiennent porte désormais son nom.

## Fonctions politiques
- Maire de Saint-Denis de 1969 à 1989, date à laquelle lui succède le socialiste Gilbert Annette.
- Président du Conseil général de La Réunion de 1982 à 1988, date à laquelle Éric Boyer lui succède.
- Suppléant de Michel Debré, puis député de la première circonscription de La Réunion de 1988 à 1993.